# حزب سوسیالیست ایالات متحده آمریکا
حزب سوسیالیست آمریکا حزبی سیاسی و سوسیالیست بود که سابقاً در ایالات متحده وجود داشت.
این حزب در سال ۱۹۰۱ با به هم پیوستن حزب سوسیال دموکرات (به رهبری یوجین دبس) (که چند سال قبل توسط بازماندگان اعتصاب پولمن تشکیل شده بود) و بخشی از حزب کارگر سوسیالیست آمریکا (که قدیمی تر بود) تشکیل شد.